# Paranoá
Paranoá est une région administrative du District fédéral au Brésil.

## Sport
Paranoá possède son propre stade, le Stade JK Paranoá, qui accueille la principale équipe de football de la région administrative, le Paranoá Esporte Clube.